# Julieta Gracián Salas
Pour les articles homonymes, voir Gracián (homonymie) et Salas.
 (mars 2024).
La mise en forme du texte ne suit pas les recommandations de Wikipédia : il faut le « wikifier ».
Les points d'amélioration suivants sont les cas les plus fréquents. Le détail des points à revoir est peut-être précisé sur la page de discussion.
- Les titres sont pré-formatés par le logiciel. Ils ne sont ni en capitales, ni en gras.
- Le texte ne doit pas être écrit en capitales (les noms de famille non plus), ni en gras, ni en italique, ni en « petit »…
- Le gras n'est utilisé que pour surligner le titre de l'article dans l'introduction, une seule fois.
- L'italique est rarement utilisé : mots en langue étrangère, titres d'œuvres, noms de bateaux, etc.
- Les citations ne sont pas en italique mais en corps de texte normal. Elles sont entourées par des guillemets français : « et ».
- Les listes à puces sont à éviter, des paragraphes rédigés étant largement préférés. Les tableaux sont à réserver à la présentation de données structurées (résultats, etc.).
- Les appels de note de bas de page (petits chiffres en exposant, introduits par l'outil «  Source ») sont à placer entre la fin de phrase et le point final[comme ça].
- Les liens internes (vers d'autres articles de Wikipédia) sont à choisir avec parcimonie. Créez des liens vers des articles approfondissant le sujet. Les termes génériques sans rapport avec le sujet sont à éviter, ainsi que les répétitions de liens vers un même terme.
- Les liens externes sont à placer uniquement dans une section « Liens externes », à la fin de l'article. Ces liens sont à choisir avec parcimonie suivant les règles définies. Si un lien sert de source à l'article, son insertion dans le texte est à faire par les notes de bas de page.
- La présentation des références doit suivre les conventions bibliographiques. Il est recommandé d'utiliser les modèles {{Ouvrage}}, {{Chapitre}}, {{Article}}, {{Lien web}} et/ou {{Bibliographie}}. Le mode d'édition visuel peut mettre en forme automatiquement les références.
- Insérer une infobox (cadre d'informations à droite) n'est pas obligatoire pour parachever la mise en page.

Pour une aide détaillée, merci de consulter Aide:Wikification.
Si vous pensez que ces points ont été résolus, vous pouvez retirer ce bandeau et améliorer la mise en forme d'un autre article.
Julieta Gracián Salas (née 26 avril 2001 à Barcelone), plus connue sous le nom Julieta, est une chanteuse espagnole qui chante principalement en catalan et parfois en espagnol. Avec le lancement de ses premiers singles comme TUM VALORES et Tu juru ju et son premier album, Juji, en 2021, elle réussit à s'affirmer comme une des révélations de la pop et de la musique urbaine en catalan,.

## Biographie
Elle est au contact de la musique depuis son enfance, son père étant batteur dans un groupe et jouant à la maison d'autres instruments comme de la guitarre. Elle joue ses premières notes de piano à l'âge de 12-13 ans puis de la guitare à 16 ans. Elle s'essaye au chant après avoir découvert la chanteuse belge Angèle et s'inscrit peu de temps après dans une école de chant. Elle écrit et compose ses premières chansons pendant le premier confinement dû au Covid-19. Elle publie ensuite ses premiers disques et son ascencion commence alors. Elle obtient un prix Enderrock en 2023 pour sa chanson Ni llum ni lluna.
Elle a effectué ses études secondaires obligatoires à l'Escola Súnion et a obtenu son diplôme en ingénierie des systèmes audiovisuels à l'université Pompeu-Fabra.
Son style comprend des inspirations et des références à la francophonie et un mélange d'électro, de pop et de reggaeton qui reçoit un très bon accueil du public et de la presse musicale et culturelle tout au long de l'année 2022, avec des performances au festival Primavera Sound et à l'Apolo et Salles Razzmatazz. Son ascension et son caractère artistique se font évidents dans son deuxième album solo, Ni llum ni luna, sorti au cours du second semestre de la même année et qui revisite le thème de l'amour et du chagrin,,.

## Discographie
Julieta a publié 3 albums et 5 EP, dont un entièrement avec le groupe barcelonais VITTARA, en plus de plus de quinze singles, avec des collaborations notamment avec le groupe catalan Figa Flawas,. Plusieurs de ses chansons dépassent le million de vues sur Spotify.

### Albums
L'album est divisé en trois disques, qui correspondent à l'EP Cap.I : CARI, Cap. II : EUGA DE NIT et Cap. III : COM AQUELL AGOST précédemment publiés.

### EPs
Cet EP a ensuite été intégré à l'album 5AM (2023) avec Cap.II. : EUGA DE NIT et Cap. III : COM AQUELL AGOST.

Cet EP a ensuite été regroupé dans l'album 5AM (2023) avec Cap.I : CARI et Cap. III : COM AQUELL AGOST.
Cet EP a ensuite été regroupé dans l'album 5AM (2023) avec Cap.I : CARI et Cap. II : EUGA DE NIT.

### Singles

#### 2020
- I és normal que sempre t'enyori (2020).

#### 2021
- Nayades (2021, Little Red Corvette Records).
- Tu Juru Ju ( 2021, Music Bus Records). Plus tard inclus dans l'album Juji (2021).
- TUM VALORES (2021, Music Bus Records). Plus tard inclus dans l'album Juji (2021).

##### 2022
- els llocs on vas (2022, Music Bus Records). Collaboration avec VITTARA. Plus tard inclus dans l'album dosmilset (2022).
- A les fosques (2022, Music Bus Records). Plus tard inclus dans l'album Ni llum ni luna (2022).
- Trenca'm el cor (2022, Music Bus Records). Plus tard inclus dans l'album Ni llum ni luna (2022).
- Xuculatina (Remix) (2022, Enregistrements Music Bus). Collaboration avec Figa Flawas et The Tyets.
- BALACLAVA (2022, totalement importée). Collaboration avec Missey.
- SECR3T (2022, Music Bus Records) Collaboration avec Figa Flawas.
- ENS BESEM (2022, Music Bus Records).

#### 2023
- ENS BESEM (Speed Up Version) (2023, Music Bus Records).
- CLUB (2023, Music Bus Records). Collaboration avec MARIA HEIN.
- Cari (2023, Music Bus Records). Plus tard inclus dans l'EP Cap.I : CARI (2023) puis sur l'album 5AM (2023).
- T'enxules (2023, Music Bus Records). Plus tard inclus dans l'EP Cap. II : EUGA DE NIT (2023) puis sur l'album 5AM (2023).
- No m'estima + (2023, Tas Loko Records). Collaboration avec Mushkaa et Roots.
- Enamorada de tu (2023, Music Bus Records). Collaboration avec LOWLIGHT. Plus tard inclus dans l'EP Cap.IIl : COM AQUELL AGOST  (2023) puis sur l'album 5AM (2023).
- LOKURA (2023, Enregistrements Music Bus).

2024
- Thelma & Louise (2024, DALE PLAY Records / Solido Records). Collaboration avec Belén Aguilera.

## Prix
- 2023 : Prix Enderrock de la critique pour le meilleur nouvel album d'artiste pour Ni llum ni lluna[15].
- 2023 : Prix Enderrock du public pour le meilleur album de chanson originale pour Ni llum ni lluna[15],[16].